# Bert Kaempfert
Bert Kaempfert (Hamburgo, Alemania, 16 de octubre de 1923 - Mallorca, España, 21 de junio de 1980) fue un compositor, director de orquesta y multinstrumentista alemán. Fue un pionero del jazz, e hizo de este una audición atractiva para un público más general y escribió canciones muy importantes, como "Wonderland by Night", número uno en Billboard en 1960; "Strangers in the Night" (grabado originalmente por Ivo Robić, luego éxito mundial de Frank Sinatra, número uno en las listas de Billboard en 1966; "Spanish Eyes", "Swinging Safari". Primero trabajó como director de orquesta al servicio de Hans Busch durante la Segunda Guerra Mundial y más tarde formó su propia gran orquesta, con la que haría una gran gira. También trabajó como compositor y arreglista en los discos de Freddy Quinn e Ivo Robić.

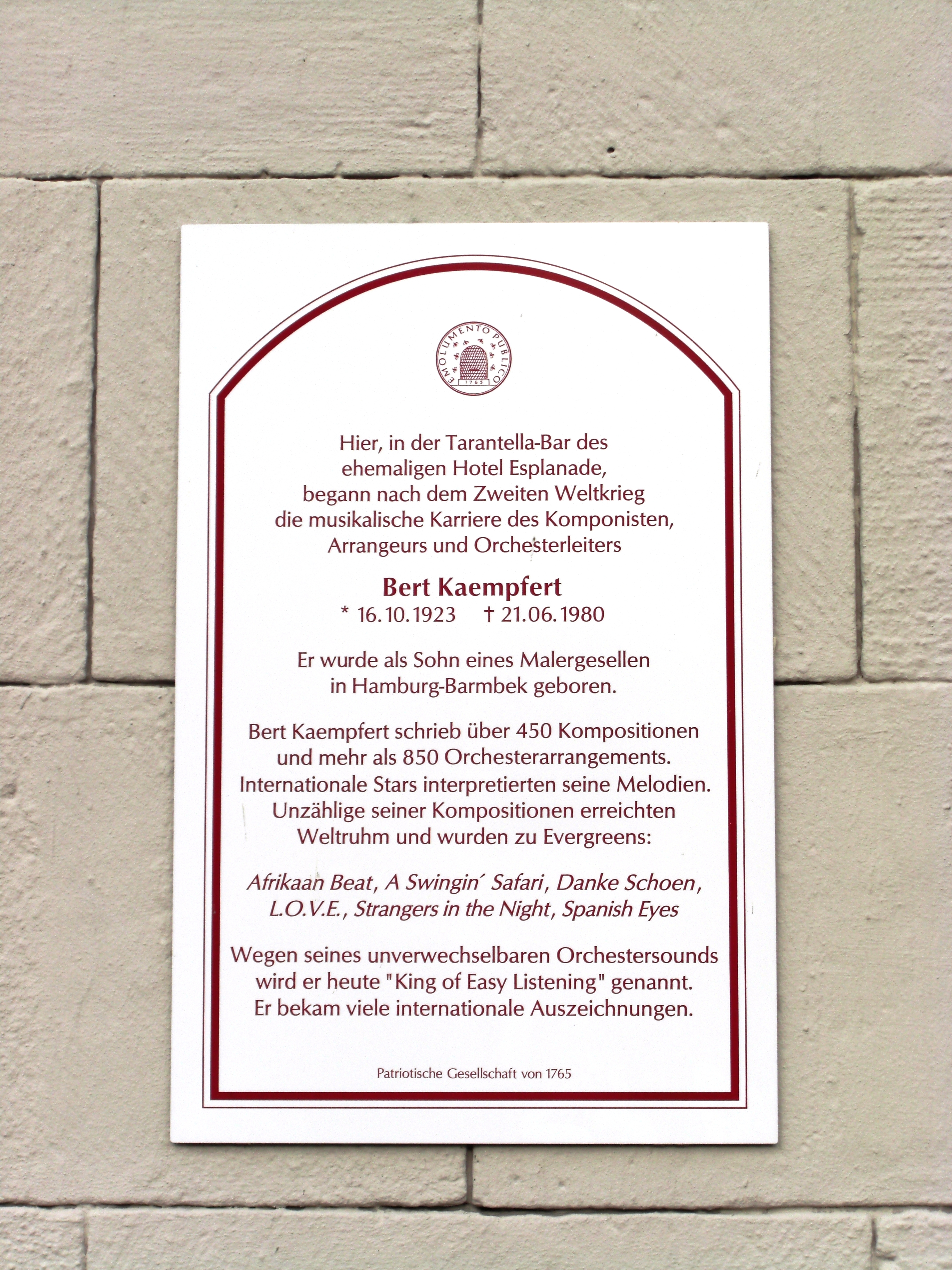
Placa conmemorativa en el lugar donde Bert Kaempfert comenzó su carrera tras la Segunda Guerra Mundial, Hamburgo, Alemania.

## Datos
- "Strangers in the Night" (con letra de Charles Singleton y Eddie Snyder) fue compuesta originalmente para Ivo Robić y fue grabada como parte de la banda sonora original de Espías en acción (A Man Could Get Killed). Frank Sinatra la convertiría en número uno en 1966.
- Otro "hit" fue "Wooden Heart", esta vez cantado por Elvis Presley en la película GI Blues en 1961.
- Fue el productor de "My Bonnie" y el resto de las canciones que los Beatles (entonces The Silver Beatles) grabaron para Polydor durante su estancia en Hamburgo, en 1961-62.

## En la cultura popular
- Jimi Hendrix incluyó la melodía "Strangers in the Night" en su solo de guitarra improvisado en su versión de "Wild Thing" en 1967, en el Monterey Pop Festival.
- Bert Kaempfert fue el arreglista que eligió TVE para la canción "La, la, la" que habían compuesto Manuel de la Calva y Ramón Arcusa, el Dúo Dinámico, y que, interpretada por Massiel, ganó para España el Festival de Eurovisión de 1968 en Londres.
- Una de sus composiciones, "A Swinging Safari", aparece como parte de la banda musical de la película australiana del 2009. Mary and Max, de Adam Elliot.

## Documentales
- Marc Boettcher: Strangers In The Night – Die Bert-Kaempfert-Story, 2003

## Discografía
Estos son los títulos de las publicaciones en Europa.
- Ssh! It's Bert Kaempfert & His Orchestra (1958)
- April In Portugal (1959)
- Combo Capers (1960)
- Wonderland By Night (1960)
- The Wonderland of Bert Kaempfert (1960)
- Dancing In Wonderland (1961)
- With A Sound In My Heart (1961)
- Dreaming In Wonderland (1961)
- Solitude (1962)
- A Swingin' Safari (1962)
- Living It Up (1962)
- Christmas Tide with Bert Kaempfert (1963)
- That Latin Feeling (1963)
- Blue Midnight (1964)
- Let's Go Bowling (1964)
- The Magic Music of Faraway Places (1964)
- Love Letters (1965)
- Bye Bye Blues (1965)
- A Man Could Get Killed (1966)
- Strangers In The Night (1966)
- Hold Me (1966)
- The World We Knew (1967)
- Love That Bert Kaempfert (1967)
- My Way Of Life (1968)
- Ivo Robic singt Kaempfert-Erfolge (with Ivo Robic, 1968)
- One Lonely Night (1968)
- Traces Of Love (1969)
- The Kaempfert Touch (1970)
- Free And Easy (1970)
- Orange Coloured Sky (1971)
- Bert Kaempfert Now! (1971)
- 6 Plus 6 (1972)
- Yesterday and Today (1973)
- To The Good Life (1973)
- The Most Beautiful Girl (1974)
- Gallery (1974)
- Live In London (1974)
- Love Walked In (1975)
- Forever My Love (1975)
- Kaempfert '76 (1976)
- Safari Swings Again (1977)
- Tropical Sunrise (1977)
- Swing (1978)
- In Concert (with Sylvia Vrethammar, 1979)
- Smile (1979)